# La Bégude-de-Mazenc
La Bégude-de-Mazenc är en kommun i departementet Drôme i regionen Auvergne-Rhône-Alpes i sydöstra Frankrike. Kommunen ligger i kantonen Dieulefit som tillhör arrondissementet Nyons. År 2022 hade La Bégude-de-Mazenc 1 739 invånare.

## Befolkningsutveckling
Antalet invånare i kommunen La Bégude-de-Mazenc
Referens:INSEE